# Salda (affluente della Tura)
La Salda (in russo Салда?) è un fiume della Russia siberiana occidentale (Oblast' di Sverdlovsk), affluente di destra della Tura nel bacino dell'Ob'. Da non confondere con l'omonimo fiume affluente del Tagil.
Nasce sul versante orientale del monte Blagodat', negli Urali centrali, a est della città di Kušva; scorre in una pianura spesso interessata da fenomeni di impaludamento, passando intorno alla città di Krasnoural'sk e scorrendo lungo la sua periferia sud-orientale. Quindi il fiume scorre principalmente in direzione nord-est. Nel corso inferiore della Salda ci sono diversi villaggi. La foce del fiume si trova a 777 km dalla foce della Tura, presso il villaggio di Ust'-Salda. La lunghezza è di 1182 km, il bacino idrografico è di 3670 km².
È interessata dal congelamento delle acque in un periodo compreso mediamente fra fine ottobre - primi di novembre e fine aprile - primi di maggio.